# Oceanapia integra
Oceanapia integra är en svampdjursart som först beskrevs av Topsent 1897.  Oceanapia integra ingår i släktet Oceanapia och familjen Phloeodictyidae. Inga underarter finns listade i Catalogue of Life.